# Belle-Vue (bier)
Belle-Vue is de verzamelnaam voor een aantal Belgisch bieren.
De bieren worden gebrouwen in Brouwerij Belle-Vue (onderdeel van Anheuser-Busch InBev) te Sint-Pieters-Leeuw.

## Achtergrond
Alle Belle-Vue bieren worden gemaakt op basis van lambiek. Zowel kriek als geuze zijn door het Vlaams Centrum voor Agro- en Visserijmarketing (VLAM) erkend als streekproduct. De bieren van Belle-Vue genieten echter deze erkenning niet.

## Productie[4]
Er is afgestapt van de traditie om enkel in de winter te brouwen en het wort 's nachts in het koelschip bloot te stellen aan de microflora in de omgevingslucht. In de plaats wordt, in de zogenaamde DKZ-methode, het wort na het brouwen gekoeld met een warmtewisselaar, vervolgens wordt het naar cylindro-conische gistingstanks gepompt. De gisting wordt op gang gebracht door de microflora uit de niet-steriele perslucht en door een scheut oude lambiek (L5 genaamd). Na acht tot tien dagen gisting en enkele weken lagering is de jonge lambiek al klaar om te worden versneden.
Een deel van de productie (L5) rijpt gedurende enkele maanden in eikenhouten vaten. Dit gerijpte bier wordt gebruikt om te blenden met de jonge lambiek en om de spontane gisting op gang te brengen, maar ook om er krieken op te steken; de zo verkregen kriekenlambiek wordt KTAZ genoemd. Per 600 liter lambiek wordt 80 kg krieken toegevoegd, afkomstig uit de streek van Tienen.
De geuze wordt verkregen door het mengen van jonge lambiek (DKZ) met oude (L5). 
De kriek wordt verkregen door het mengen van de kriekenlambiek (KTAZ) met jonge lambiek, sappen en suiker.
De bieren worden gefilterd, gepasteuriseerd, gesatureerd met koolzuurgas en afgevuld op kleine flessen met kroonkurk (zogenaamde "capsulekensgeuze").

## De bieren
- Belle-Vue Gueuze is een geuze op basis van een mengeling van jonge en oude lambiek. Het heeft een alcoholpercentage van 5,5%.
- Belle-Vue Kriek is een bordeaux fruitbier op basis van lambiek. Het heeft een alcoholpercentage van 5,2%. Dit bier is het populairste van de lambiekbieren.[5]
- Belle-Vue Kriek Extra is een bordeaux fruitbier op basis van lambiek en krieken. Het heeft een alcoholpercentage van 4,3%. Het is een zoetere versie van Belle-Vue Kriek. Het wordt enkel met jonge lambiek gemaakt en er worden extra kersen aan het bier toegevoegd. Deze zoetere, lichtere variant, werd geïntroduceerd in 2004 als antwoord op de concurrentie van met name Kriek Lindemans.[4]
- Belle-Vue Framboise is een fruitbier op basis van lambiek en heeft de smaak van frambozen. Het heeft een alcoholpercentage van 5,7%. Dit bier wordt geproduceerd sinds 1985.[4]
- Belle-Vue Framboise Extra, is analoog aan de Kriek Extra, een lichtere en zoetere variant. Het heeft een alcoholpercentage van 2,9%.

### Verdwenen varianten
- Van 1991 tot 1999 maakte Belle-Vue een traditionele fond-geuze onder de naam Sélection Lambic.[4]
- In 1992 werd de Kriek Primeur geïntroduceerd, een elke lente terugkerend bier op basis van de oogst van het jaar voordien. Dit bier verdween na de introductie van de Kriek Extra.[4]

## Etiketbier
Omdat de merknaam "Belle-Vue" in Frankrijk al geregistreerd was, wordt het bier in dat land verdeeld onder de naam La Bécasse. De merknaam is afkomstig van een door Belle-Vue overgenomen brouwerij, en verwijst naar een bekend café in de Taborastraat te Brussel.